# Li Jianwu
Dans ce nom chinois, le nom de famille, Li, précède le nom personnel.
Œuvres principales
C'est juste le printemps(这不过是春天)
Li Jianwu (chinois 李健吾), ou Liu Xiwei (刘西渭) de son pseudonyme, né le 17 août 1906 à Yuncheng, province du Shanxi et mort le 24 novembre 1982 à Pékin, est un écrivain, traducteur et critique littéraire chinois. En traduisant les œuvres de plusieurs écrivains français et russes, il est l'un des premiers chercheurs chinois en littérature occidentale. Son séjour en France (1931-1933), à Paris a marqué sa carrière littéraire. Li Jianwu a aussi été le président d'honneur de l'Association des Recherches sur la Littérature Française en Chine (法国文学研究会). C'est juste le printemps (这不过是春天), drame contemporain chinois, est son chef-d'œuvre.

## Biographie
Li Jianwu est né le 17 août 1906 à Yuncheng dans la province du Shanxi, son père Li Qishan (李岐山) est un célèbre officier pendant le Révolution chinoise de 1911.
En 1920, Li Jianwu entre au lycée affilié à l'université normale de Pékin. En 1925, il est admis à l'université Tsinghua où il publie plusieurs romans et nouvelles. Ensuite, avec l'aide financière d'un ami de son père le général Yang Hucheng (杨虎城), Li Jianwu part en France. Après une demi-année de formation de la langue française, il étudie à l'université de Paris la littérature française pendant un an.
Au cours de son séjour en France, Li Jianwu se plonge dans l'étude sur Gustave Flaubert qui est son écrivain français favori. En plus de la lecture des œuvres de Flaubert, il visite aussi le lieu de naissance et le lieu de mort de ce grand auteur, Rouen et Croisset. Cette expérience lui sert bien dans sa rédaction de la Biographie critique de Flaubert (福楼拜评传). Avant le retour en Chine, Li Jianwu voyage en Italie et y reste pendant un mois. Durant cette période, il écrit à son amour en Chine, You Shufen (尤淑芬), au moins d'une lettre par jour, les 33 lettres sont puis publiées dans un recueil intitulé Lettres pendant le voyage en Italie (意大利游简).
Dès son retour en Chine, il assume une fonction dans la comité de rédaction de la Fondation pour l'éducation en Chine (中华教育基金会编辑委员会). En 1935, il commence à enseigner à l'université Jinan.
Pendant la Seconde guerre sino-japonaise, en tant que pilier dans le Shanghai Drama Art Club, Li Jianwu participe et même organise des activités théâtrales à Shanghai. Après la victoire des Chinois de la guerre anti-japonaise, Li Jianwu crée avec Zheng Zhendou (郑振铎) la revue « Renaissance (文艺复兴) », et prend part à l'établissement de L'École théâtrale expérimentale de Shanghai (上海实验戏剧学校).
À partir de 1954, Li Jianwu devient un chercheur de plusieurs instituts littéraires, il est également nommé comme le président d'honneur de l'Association des recherches de la littérature française en Chine (法国文学研究会).
Le 24 novembre 1982, Li Jianwu, qui souffre depuis longtemps de la maladie cardiaque, est mort à Beijing. Selon son testament, ses cendres ne sont pas conservées par sa famille, et aucun faire-part de décès n'est publié dans le journal.

## Œuvres
Dès son enfance, Li Jianwu est épris du théâtre. Il est nommé comme le directeur du club de théâtre de l’université Tsinghua, et participe souvent aux représentations théâtrales universitaires. À partir de 1923, il commence à publier des pièces de théâtre. En tant que dramaturge productif, il a rédigé et a adapté 50 pièces environ dont la plupart reflètent la vie et le sentiment du peuple. Avec des intrigues compactes, les caractères distincts des personnages et le langage vivant, ses œuvres propagent la démocratie et le patriotisme en s’opposant à l’impérialisme et au féodalisme. Ainsi, Li Jianwu est appelé d’une certaine manière un dramaturge romantique.
Les années 1940 sont la période la plus prospère au cours de la création de Li Jianwu. En plus des œuvres fondées sur la situation sociale de cette époque-là, il adapte aussi une dizaine de pièces étrangères, parmi lesquelles L'automne (秋), Jin Xiaoyu (金小玉), Wang Deming (王德明) sont les plus connues.
Les romans et les nouvelles de Li Jianwu se basent en général sur la lutte révolutionnaire des générations antérieures et la vie des ouvriers urbains. Sa nouvelle La légende du Mont Zhongtiao (终条山的传说) est beaucoup appréciée par Lu Xun. À ce moment-là, il écrit sous le pseudonyme de Liu Xiwei (刘西渭) des critiques littéraires, surtout des critiques théâtrales.
Comme l’un des premiers chercheurs en littérature occidentale, Li Jianwu a publié des traductions (de romans, de pièces de théâtre et des théories littéraires) depuis 1925. Sa traduction des comédies de Molière sont censées être la meilleure version chinoise jusqu'à aujourd'hui. Il rédige également des ouvrages d’études sur certains auteurs français, comme Les comédies de Molière (莫里哀的喜剧), Biographie critique de Flaubert (福楼拜评传), etc.

### Romans
- Les nuages du Mont Xi (Xishan zhi yun, 西山之云), 1928
- La maladie mentale (Xinbing, 心病), 1933

### Nouvelles
- La légende du Mont Zhongtiao (Zhongtiaoshan de chuanshuo, 终条山的传说), 1924
- Un soldat et sa femme (Yige bing he tade laopo, 一个兵和他的老婆), 1929

### Proses
- Le Mont Tai sous la pluie (Yuzhong Taishan, 雨中泰山), 1963

### Critiques
- Recueil de Juhua (Juhua ji, 咀华集), 1936
- Deuxième recueil de Juhua (Juhua er ji, 咀华二集), 1942
- La belle province du Shandong (Shandong hao, 山东好), 1951
- Les comédies de Molière (Moliai de xiju, 莫里哀的喜剧), 1955
- Biographie critique de Flaubert (Fuloubai pingzhuan, 福楼拜评传), 1980
- Le nouveau ciel du théâtre (Xiju xintian, 戏剧新天), 1980
- Œuvres choisies sur la critique théâtrale de Li Jianwu (Li Jianwu xiju pinglun xuan, 李健吾戏剧评论选), 1982
- Œuvres choisies sur la critique littéraire de Li Jianwu (Li Jianwu wenxue pinglun xuan, 李健吾文学评论选), 1983
- Œuvres choisies sur la critique de la création littéraire de Li Jianwu (Li Jianwu chuangzuo pinglun xuan, 李健吾创作评论选), 1984

### Pièces
- Servie d'exemple (Yishenzuoze, 以身作则), 1936
- Le nouveau pédant (Xin xuejiu, 新学究), 1937
- Les treize années (Shisan nian, 十三年), 1939
- Le signal (Xinhao, 信号), 1942
- La fleur jaune (Huanghua, 黄花), 1944
- Les herbes luxuriants (Caomang, 草莽), 1945
- La jeunesse (Qingchun, 青春), 1948
- La famille des menteurs (Sahuang shijia, 撒谎世家), 1939
- Jin Xiaoyu (Jin xiaoyu, 金小玉), 1944
- Le vent à l'épanouissement des fleurs (Huaxinfeng, 花信风), 1944
- La rencontre joyeuse (Xixiangfeng, 喜相逢), 1944
- La dette affective (Fengliu zhai, 风流债), 1944
- Wang Deming (Wang Deming, 王德明), 1945
- A Anna (A Anna, 阿安那), 1945
- Le jour sans nuit (Buye tian, 不夜天), 1945
- L'automne (Qiu, 秋), 1946
- Les nuages roses (Yuncaixia, 云彩霞), 1947

### Recueils
- Le sacrifice anonyme (Wuming de xisheng, 无名的牺牲), 1930 - Recueil de nouvelles
- Le jarre (Tanzi, 坛子), 1931 - Recueil de nouvelles
- La mission (Shiming, 使命), 1940 - Recueil de nouvelles
- Lettres pendant le voyage en Italie (Yidali youjian, 意大利游简), 1936 - Recueil de proses
- Monsieur Xibo (Xibo xiansheng, 希伯先生), 1939 - Recueil de proses
- Le couteau à rêves (Qiemeng dao, 切梦刀), 1948 - Recueil de proses
- Ce n'est qu'une chose (Yuan zhishi - ge huose, 原只是一个货色), 1951 - Recueil de proses
- Recueil de proses choisies de Li Jianwu (Li Jianwu sanwen xuan, 李健吾散文选), 1986 - Recueil de proses
- Liang Yunda (Liang Yunda, 梁允达), 1934 - Recueil de pièces
- Le rêve de la mère (Muqin de meng, 母亲的梦), 1939 - Recueil de pièces
- C'est juste le printemps (Zhe buguo shi chuntian, 这不过是春天), 1937 - Recueil de pièces
- Recueil de pièces théâtrales de Jianwu (Jianwu xiju ji, 健吾戏剧集), 1942 - Recueil de pièces
- Recueil de pièces en un acte de Li Jianwu (Li Jianwu dumuju ji, 李健吾独幕剧集), 1981 - Recueil de pièces
- Pièces de théâtre choisies de Li Jianwu (Li Jianwu juzuo xuan, 李健吾剧作选), 1982 - Recueil de pièces

### Traductions
- Histoire d'Espagne de Stendhal (箱中人——西班牙故事), 1935
- Vanina Vanini de Stendhal (法妮娜.法尼尼), 1935
- Recueil de nouvelles de Gustave Flaubert (福楼拜短篇小说集), 1936
- La Tentation de saint Antoine de Gustave Flaubert (圣安东的诱惑), 1937
- Recueil de nouvelles de Stendhal (司汤达小说集), 1939
- Le Jeu de l'amour et de la mort de Romain Rolland (爱与死的搏斗), 1939
- Madame Bovary de Gustave Flaubert (包法利夫人), 1948
- Recueil de pièces de Anton Tchekhov (契河夫独幕剧集), 1948
- Les Précieuses ridicules de Molière (可笑的女才子), 1949
- Le Médecin malgré lui de Molière (屈打成医), 1949
- Dom Juan de Molière (唐•璜), 1949
- L'Avare de Molière (吝啬鬼), 1949
- George Dandin ou le Mari confondu de Molière (乔治•党丹，又名受气丈夫), 1949
- Monsieur de Pourceaugnac de Molière (德•浦叟雅克先生), 1949
- Le Bourgeois gentilhomme de Molière (向贵人看齐), 1949
- La Malade imaginaire de Molière (没病找病), 1949
- Trois contes de Gustave Flaubert de Gustave Flaubert (三故事), 1949
- Les Bas-fonds de Maxime Gorki (底层), 1949
- Les Ennemis de Maxime Gorki (仇敌), 1949
- Les Barbares de Maxime Gorki (野蛮人), 1949
- La Mère de Maxime Gorki (瓦莎•谢列日诺娃，又名母亲), 1949
- Yegor Bulychov et les autres de Maxime Gorki (叶高尔•布雷乔夫和他们), 1949
- Les Fruits de la science de Léon Tolstoï (文明的果实), 1950
- La Puissance des ténèbres de Léon Tolstoï (光在黑暗裏头发亮), 1950
- Études sur Stendhal de Honoré de Balzac (司汤达研究), 1950
- L'Epée de Victor Hugo (宝剑), 1952
- Le Déjeuner chez le Maréchal d'Ivan Tourgueniev (贵族长的午宴), 1952
- Le Célibataire d'Ivan Tourgueniev (单身汉), 1954
- Six comédies de Molière (莫里哀喜剧六种), 1963
- L'Éducation sentimentale de Gustave Flaubert (情感教育), 1980
- Chroniques italiennes de Stendhal (意大利遗事), 1982
- Les Comédies de Molière (莫里哀喜剧), 1982-1984